# Charivari

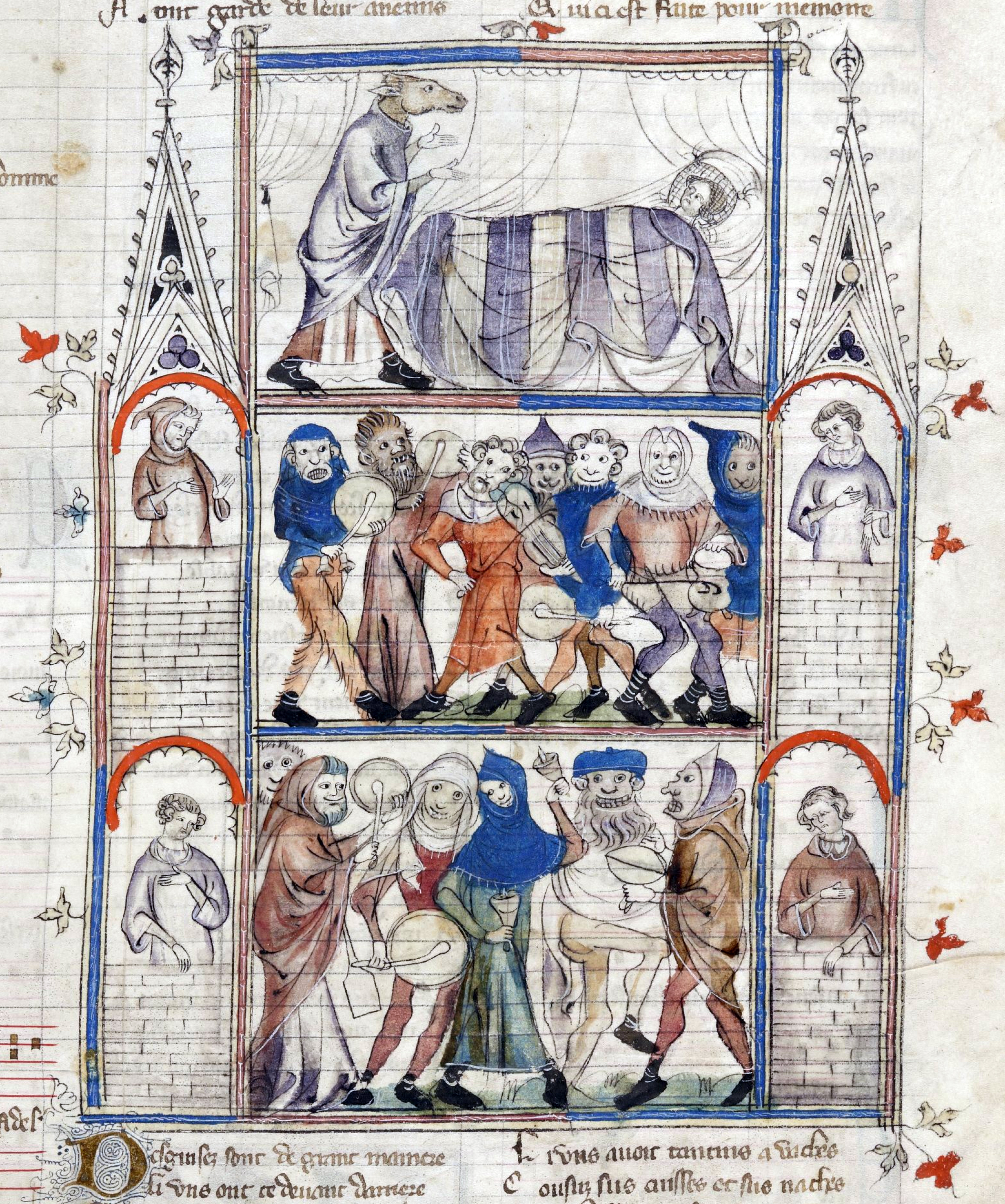
Rappresentazione medievale di uno charivari

Lo charivari (termine francese, dal greco καρηβαρία; in italiano capramarito o anche chiavramarito, alterazioni popolari del latino medievale charavaritum o chalvaritum) era una plateale manifestazione di protesta, in cui si dava espressione a sentimenti collettivi di rabbia o di irrisione rivolti a individui responsabili di atti ritenuti offensivi verso la morale comune. L'usanza è rimasta in auge fino al XX secolo.

## Storia
Il rito, comune presso le società rurali, potrebbe avere un'origine demologica antica, relativa al rapporto tra morti e vivi e alla fobia suggestiva delle "anime non placate" (di persone decedute anzitempo). Processioni di persone nel ruolo di anime purganti erano inscenate in chiave apotropaica al fine di allontanare il pericolo dell'ira del defunto. Alle vecchie forme rituali sarebbero subentrate nuove finalità antropologiche meno legate alla dimensione del magico e dell'irrazionale.
Gli charivari erano comuni durante il medioevo in Europa centrale e in Inghilterra. Secondo alcuni la processione sarebbe collegata alle epidemie e alle carestie che investirono l'Europa del XIV secolo, in quanto espressione di disapprovazione sociale contro eventi la cui teleologia appariva sconosciuta o oscura, oppure la cui funzione nell'economia salvifica cristiana appariva incomprensibile.
Uno charivari poteva avere anche valenze politiche ed incarnare un sentimento di insoddisfazione contro l'ordine costituito (spesso finendo per costituire un problema di ordine pubblico, soprattutto quando degeneravano in disordini). La Chiesa appariva ostile verso questo tipo di pratiche, anche se alcune confraternite religiose in Provenza, nel XVI secolo, tentarono di farle proprie.

## Caratteristiche
Spesso consisteva in assembramenti di persone che, talvolta travestite, utilizzando utensili e caldaie provocavano chiasso presso l'abitazione della persona alla quale la protesta era indirizzata, che in tal modo veniva esclusa di fatto dalla comunità e spinta o ad abbandonare il gruppo o a fare ammenda (talvolta per la vergogna gli stigmatizzati erano portati al suicidio). L'evento poteva prolungarsi anche per diverso tempo fino a che le motivazioni della protesta non venivano soddisfatte.
La motivazione più comune riguardava i matrimoni tra risposati, i matrimoni tra persone di età molto diverse o matrimoni di vedovi, oppure fatti specifici come la scoperta di relazioni adulterine. Poteva avere anche una funzione inversa, non di disapprovazione esplicita, ma di invito ad esempio verso coppie non ancora sposate.

## Funzione sociale
Definito da Georges Minois "riso vendicatore", "derisione aggressiva" (per la valenza evidentemente parodica), lo charivari assolveva, in contesti fortemente socializzati, a una funzione sociale di controllo dell'individuo da parte della comunità. Questi era sanzionato nel momento in cui contravveniva a norme del codice etico della comunità.
Si configurava anche come strumento di preservazione della moralità domestica, in quanto istanza collettiva dell'autocoscienza, e come "arma di autodisciplina" della comunità, volto ad espellere il bizzarro, il diverso, l'anormale, motteggiando e umiliando l'escluso.